# Friedrich Konrich

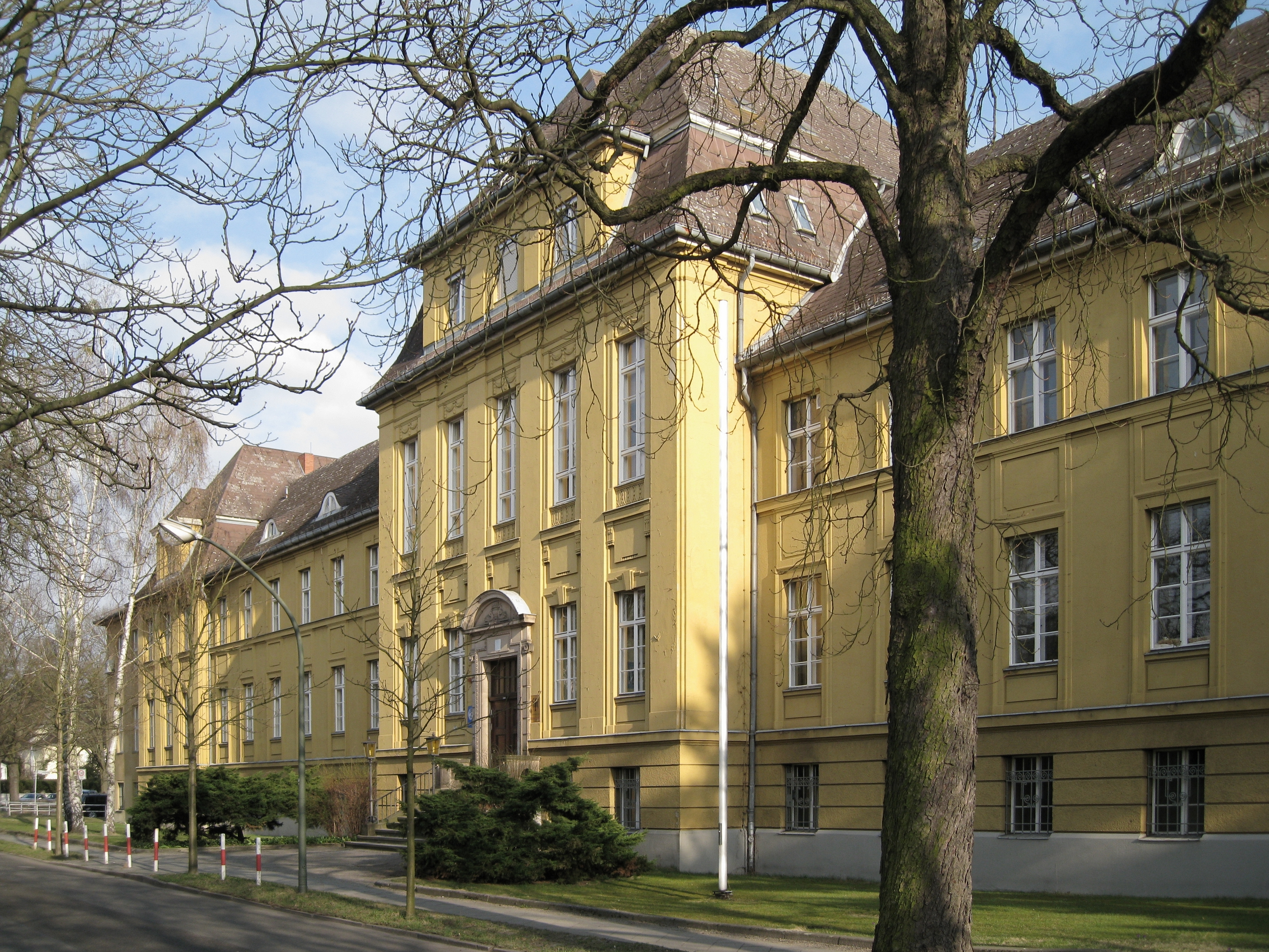
Dienstsitz von Friedrich Konrich bis 1945

Friedrich Konrich (* 29. Oktober 1878 in Hooksiel; † 18. September 1945 in Berlin) war ein deutscher Professor der Hygiene und Militärhygiene an der Friedrich-Wilhelms-Universität zu Berlin sowie Oberregierungs-Medizinalrat.

## Leben und Wirken
Friedrich Konrich war der Sohn eines Arztes. Er schloss seine Schullaufbahn Ostern 1899 mit dem Abitur am Humanistischen Gymnasium zu Bremerhaven ab. Anschließend absolvierte er ein Studium der Medizin an der Kaiser-Wilhelms-Akademie in Berlin und wurde 1905 approbiert sowie zum Dr. med. promoviert. Titel seiner Dissertation war Über cyctöse Entartung der Uterusmyome. Zunächst Assistenzarzt wurde er 1906 zunächst zum Hygieneinstitut Jena und nach drei Jahren ab 1909 für weitere drei Jahre zum Hygieneinstitut Berlin abkommandiert. Zwischenzeitlich wurde er 1908 zum Feldartillerie-Regiment „von Scharnhorst“ (1. Hannoversches) Nr. 10 als Oberarzt, ab 1912 als Stabsarzt und zuletzt als Oberstabsarzt eingesetzt. Ab 1912 wirkte er als Hygieniker an der Kaiser-Wilhelms-Akademie. Nach der Habilitation war er zudem ab 1918 als Privatdozent für Hygiene und Bakteriologie an der Universität Berlin tätig, wo er 1922 zum außerordentlichen Professor berufen wurde. Von 1919 bis 1934 leitete er das hygienisch-bakteriologische Laboratorium der Kaiser-Wilhelms-Akademie beziehungsweise des Reichsgesundheitsamtes. Für die Reichswehr forschte er im Geheimen zu Kampfstoffen.
Von 1934 bis 1937 war er als Oberregierungsrat an der Militärärztlichen Akademie in Berlin tätig. Anschließend leitete er 1937/38 Hygiene-Institut in Saarbrücken. Schließlich wurde er Vizepräsident der Preußischen Landesanstalt für Wasser-, Boden- und Lufthygiene und 1942 Präsident der daraus hervorgegangenen Reichsanstalt für Wasser- und Luftgüte in Berlin-Dahlem am Corrensplatz 1. Im August 1942 ernannte ihn Adolf Hitler zum außerordentlichen Mitglied des Wissenschaftlichen Senats des Heeressanitätswesens. Bei dem Bevollmächtigten für das Gesundheitswesen Karl Brandt war Konrich ab 1944 noch Angehöriger des wissenschaftlichen Beirates.
Konrich war Vorgesetzter von Ludwig Werner Haase, der die sogenannten Be- und Entgiftungsversuchen im KZ Neuengamme durchführte.

## Publikationen (Auswahl)
- Über die Struktur des Gefrierfleisches und sein bakteriologisches Verhalten vor und nach dem Auftauen. Springer, Berlin, 1920.
- Die bakterielle Keimtötung durch Wärme. Enke, Stuttgart, 1938.
- Neue Gesichtspunkte bei der Bekämpfung der Werkstoffzerstörung durch Warmwasser in gesundheitlicher und chemisch-technischer Beziehung. Oldenbourg, München, 1941.
- Einführung in die Wehrhygiene. Enke, Stuttgart, 1943.